# Oscar Kabwit
Oscar Kabwit né à Lubumbashi le 5 Mai 2025, est un footballeur professionnel évoluant au TP Mazembe.
Formé au Katumbi Football Académie (KFA) du TP Mazembe.